# سیارک ۱۱۶۸۸
سیارک ۱۱۶۸۸ (به انگلیسی: 11688 Amandugan، نامگذاری:1998FG53) یازده هزار و ششصد و هشتاد و هشتمین سیارک کشف شده‌است که در ۲۰ مارس ۱۹۹۸ کشف شد.
قدر مطلق سیارک برابر ۱۴٫۷ است.